# 演劇女子部 ミュージカル「LILIUM-リリウム 少女純潔歌劇-」
『演劇女子部 ミュージカル「LILIUM-リリウム 少女純潔歌劇-」』（えんげきじょしぶ ミュージカル リリウム しょうじょじゅんけつかげき）とは、モーニング娘。'14（当時）の鞘師里保とスマイレージ（後のアンジュルム）の和田彩花が主演を務めた演出家・脚本家の末満健一書き下ろしのミュージカルである。また、末満健一が作成したオリジナル舞台作品シリーズ『TRUMPシリーズ』の一つでもある。

## 概要
- 出演者が全員女性であり、男役も女優が演じる「演劇女子プロジェクト」の第3弾である[4]。モーニング娘。'14選抜メンバー、スマイレージ、ハロプロ研修生が出演した。
- キャストは全員、花の名前を持つ。
- 『TRUMPシリーズ』とは同一の世界観を持ち、共通する設定や造語が複数登場しており、主に前作の一つ『TRUMP』の繋がりを明確に表している。

### 経歴
- 公演初日に「演劇女子部プロジェクト」新人女優のオーディション開催が発表された[5]。
- 2015年8月31日・9月1日に『演劇女子部 ミュージカル「LILIUM-リリウム 少女純潔歌劇-」感謝祭』を池袋サンシャイン劇場で公開。
- 2018年8月に田村芽実を主演にした本作の前日譚『ミュージカル「マリーゴールド」』が公開された。
- 2020年9月に鞘師里保を主演にした本作の続編『音楽朗読劇「黑世界 ～リリーの永遠記憶探訪記、或いは、終わりなき繭期にまつわる寥々たる考察について～」』が公開された。
- 2022年に『ミュージカル「ヴェラキッカ」』公開後に本作の再演（リブート）を実行することを発表しており、2023年4月に本作のリブート版である『ミュージカル「LILIUM-リリウム 新約少女純潔歌劇-」』を公開した。

## 日程・会場

### 東京公演
- 2014年6月5日(木) - 2014年6月15日(日) 16公演
- サンシャイン劇場

### 大阪公演
- 2014年6月20日(金) - 2014年6月21日(土) 3公演
- 森ノ宮ピロティホール

### 2023年東京公演
- 2023年4月15日(土) - 4月23日(日) 12公演(追加公演を含む)
- サンシャイン劇場[6]

### 2023年大阪公演
- 2023年4月28日(金) - 5月3日(水・祝) 8公演
- 梅田芸術劇場 シアター・ドラマシティ[6]

## ストーリー
血を糧とする種族・ヴァンプの少女たちが療養するクラン「サナトリウム」。「繭期」と呼ばれる特殊な精神状態にある彼女らを世間から隔離して教育するこの施設には、花の名を冠した多くの少女たちが、退屈だが平和な日々を営んでいた。
ある日、シルベチカが失踪していることに気付いたリリーは、シルベチカの行方を探そうとするが、皆は口そろえて「シルベチカなんて知らない」と言ったため、リリーは繭期の自分が作りだした幻覚なのかと悩む。しかし、日ごろ単独行動しているスノウはリリーに「彼女（シルベチカ）を探さないで」と警告を言う。シルベチカ失踪の謎、そしてサナトリウムの真実が解き明かされる時、少女たちの残酷な運命が浮かび上がっていく。

## キャスト
| 役名             | 出演者名                         | 出演者名 2023年 | 役柄 |
| ---------------- | -------------------------------- | --------------- | --- |
| リリー           | 鞘師里保 （モーニング娘。'14）   | 内田未来        | サナトリウムで療養する少女。シルベチカの失踪に気付き行方を捜す中で、サナトリウムの真実に迫ることになる。              |
| スノウ           | 和田彩花 （スマイレージ）        | 浜浦彩乃        | サナトリウムで療養する少女。常に1人で過ごしている。何かを知っている様子で、シルベチカを探さないようリリーに忠告する。 |
| ファルス         | 工藤遥 （モーニング娘。'14）     | 大森未来衣      | サナトリウムで療養する少年で、男子寮の監督生。病弱で度々貧血を起こしている。                                          |
| マリーゴールド   | 田村芽実 （スマイレージ）        | 斎藤瑠希        | サナトリウムで療養する少女。吸血種と人間の混血で、他の生徒からは疎まれている。                                        |
| 紫蘭（しらん）   | 福田花音 （スマイレージ）        | 白鳥光夏        | サナトリウムで療養する年長の少女。女子寮の監督生。                                                                    |
| 竜胆（りんどう） | 譜久村聖 （モーニング娘。'14）   | 河本彩伽        | サナトリウムで療養する年長の少女。紫蘭と共に女子寮の監督生を務める。                                                  |
| シルベチカ       | 小田さくら （モーニング娘。'14） | 北御門亜美      | サナトリウムで失踪した少女。リリーとスノウ以外は、誰も彼女の存在を覚えていないと話す。                                |
| キャメリア       | 中西香菜 （スマイレージ）        | 齋藤千夏        | サナトリウムで療養する少年。男子寮の監督生。ファルスと共に、度々女子寮に出入りしている。                              |
| チェリー         | 石田亜佑美 （モーニング娘。'14） | 加藤弘美        | サナトリウムで療養する少女。非常に活発な性格。                                                                        |
| カトレア         | 竹内朱莉 （スマイレージ）        | 真弓            | サナトリウムで療養する少女。「退屈」が口癖で、いつも刺激に飢えている。ローズ、ナスターシャムとよく行動を共にする。    |
| ローズ           | 鈴木香音 （モーニング娘。'14）   | アイザワアイ    | サナトリウムで療養する少女。カトレアに振り回されることが多い。                                                        |
| ナスターシャム   | 勝田里奈 （スマイレージ）        | 岡本美歌        | サナトリウムで療養する少女。ローズと違い、基本的にカトレアには同調している。                                          |
| マーガレット     | 佐藤優樹 （モーニング娘。'14）   | 川崎愛香里      | サナトリウムで療養する少女。自身をどこかの国のプリンセスだと思い込んでおり、常に3人の親衛隊を引き連れている。         |
| ジャスミン       | 田辺奈菜美 （ハロプロ研修生）    | 中原櫻乃        | サナトリウムで療養する年少の少女。マーガレット親衛隊の1人。                                                           |
| クレマチス       | 加賀楓 （ハロプロ研修生）        | 黒木柚衣奈      | サナトリウムで療養する年少の少女。マーガレット親衛隊の1人。                                                           |
| ミモザ           | 佐々木莉佳子 （ハロプロ研修生）  | 八尋雪綺        | サナトリウムで療養する年少の少女。マーガレット親衛隊の1人。                                                           |
| モンステラ       | ー                               | 能勢うらら      | サナトリウムで療養する年少の少女。マーガレット親衛隊の1人。(2023年)                                                   |

※表示順は、DVDのエンドロールに沿ったもの。また、出演者の所属グループ名は公演当時。

## スタッフ
| 脚本・演出       | 末満健一                     |
| 音楽             | 和田俊輔                     |
| 振付             | YOSHIKO                      |
| プロデューサー   | 丹羽多聞アンドリウ（BS-TBS） |
| 主催・企画・制作 | BS-TBS / オデッセー          |

## 二輪咲き
「二輪咲き（にりんざき）」とは、『演劇女子部 ミュージカル「LILIUM-リリウム 少女純潔歌劇-」感謝祭』にて公演された短編作品。シルベチカを中心に、本編以前の時代を描く。

### 追加キャスト
| 役名       | 出演者名                             | 役柄 |
| ---------- | ------------------------------------ | --- |
| リコリス   | 飯窪春菜（モーニング娘。'15）        | サナトリウムで療養する少女。シルベチカと行動を共にすることが多い。                                                |
| ピーアニー | 野中美希（モーニング娘。'15）        | サナトリウムで療養する年少の少女。チェリーからは溺愛されている。                                                  |
| ヒマワリ   | 室田瑞希（アンジュルム 3期メンバー） | サナトリウムで療養する年少の少女。当時のマーガレット親衛隊の1人（当作品では、本編と共通する親衛隊はミモザのみ）。 |
| モンステラ | 相川茉穂（アンジュルム 3期メンバー） | サナトリウムで療養する年少の少女。当時のマーガレット親衛隊の1人。                                                 |
| オダマキ   | 生田衣梨奈（モーニング娘。'15）      | サナトリウムで療養する少女。                                                                                      |
| カンナ     | 牧野真莉愛（モーニング娘。'15）      | サナトリウムで療養する少女。                                                                                      |
| チャイブ   | 尾形春水（モーニング娘。'15）        | サナトリウムで療養する少女。                                                                                      |
| ペチュニア | 羽賀朱音（モーニング娘。'15）        | サナトリウムで療養する少女。                                                                                      |

## オリジナルサウンドトラック
アップフロントワークスから2014年8月6日に発売されたアルバムである。
2014年6月5日に会場先行発売された。

### 収録曲
作詞：末満健一(1,3-14)、末満健一・新良エツ子(2)
全作曲：和田俊輔
編曲：南ゆに・和田俊輔(1,3,5,7,8,10-12,14)、和田俊輔(2,4,6,9)、南ゆに(13)
1. Forget-me-not 〜私を忘れないで〜 – 3:39
歌：シルベチカ（小田さくら）＋少女たち
2. Eli. Eli. Lema Sabachtbani? – 2:48
歌：オールキャスト
3. シルベチカなんて知らない!  – 2:17
歌：リリー（鞘師里保）＋少女たち
4. 繭期のティーチング  – 2:29
歌：紫蘭（福田花音）・竜胆（譜久村聖）+少女たち
5. 幻想幻惑イノセンス – 2:10
歌：スノウ（和田彩花）
6. プリンセス・マーガレット – 1:25
歌：マーガレット（佐藤優樹）＋ジャスミン（田辺奈菜美）・クレマチス（加賀楓）・ミモザ（佐々木莉佳子）
7. 或る庭師の物語 – 3:30
歌：シルベチカ（小田さくら）・リリー（鞘師里保）＋少女たち
8. ひとりぼっちのスノウ – 1:46
歌：チェリー（石田亜佑美）＋少女たち
9. TRUE OF VAMP – 2:48
歌：スノウ（和田彩花）・リリー（鞘師里保）・マリーゴールド（田村芽実）
10. 共同幻想ユートピア – 2:29
歌：ファルス（工藤遥）＋少女たち
11. もう泣かないと決めた – 2:03
歌：マリーゴールド（田村芽実）
12. あなたを愛した記憶 – 2:36
歌：キャメリア（中西香菜）・シルベチカ（小田さくら）
13. 永遠の繭期の終わり – 3:04
歌：リリー（鞘師里保）＋少女たち
14. 少女純潔 – 3:14
歌：オールキャスト

## DVD

### 限定盤
限定盤はDVD+CD（本編DVD＋オリジナルサウンドトラックCD）の2枚組で、アップフロントワークス（zetimaレーベル）から2014年9月24日に発売された。
DVDには特典映像「千秋楽バックステージ映像」を収録。
同梱のオリジナルサウンドトラックには2014年8月6日発売のアルバムに収録されていない2曲（トラック12、13）が追加されている。

#### 収録曲
作詞：末満健一(1,3-16)、末満健一・新良エツ子(2)
全作曲：和田俊輔
編曲：南ゆに・和田俊輔(1,3,5,7,8,10,11,14,16)、和田俊輔(2,4,6,9,12,13,15)
1. Forget-me-not 〜私を忘れないで〜 – 3:41
歌：シルベチカ（小田さくら）＋少女たち
2. Eli. Eli. Lema Sabachtbani? – 3:00
歌：オールキャスト
3. シルベチカなんて知らない!  – 2:17
歌：リリー（鞘師里保）＋少女たち
4. 繭期のティーチング  – 2:30
歌：紫蘭（福田花音）・竜胆（譜久村聖）+少女たち
5. 幻想幻惑イノセンス – 2:11
歌：スノウ（和田彩花）
6. プリンセス・マーガレット – 1:25
歌：マーガレット（佐藤優樹）＋ジャスミン（田辺奈菜美）・クレマチス（加賀楓）・ミモザ（佐々木莉佳子）
7. 或る庭師の物語 – 3:30
歌：シルベチカ（小田さくら）・リリー（鞘師里保）＋少女たち
8. ひとりぼっちのスノウ – 1:46
歌：チェリー（石田亜佑美）＋少女たち
9. TRUE OF VAMP – 2:47
歌：スノウ（和田彩花）・リリー（鞘師里保）・マリーゴールド（田村芽実）
10. 共同幻想ユートピア – 2:30
歌：ファルス（工藤遥）＋少女たち
11. もう泣かないと決めた – 2:03
歌：マリーゴールド（田村芽実）
12. 秘密の花が綻ぶ – 3:00
歌：チェリー（石田亜佑美）・ローズ（鈴木香音）・カトレア（竹内朱莉）・ナスターシャム（勝田里奈）
13. 葬送終曲「聖痕《スティグマ》」 – 3:15
歌：リリー（鞘師里保）・シルベチカ（小田さくら）・紫蘭（福田花音）・マリーゴールド（田村芽実）
14. あなたを愛した記憶 – 2:35
歌：キャメリア（中西香菜）・シルベチカ（小田さくら）
15. 永遠の繭期の終わり – 3:04
歌：リリー（鞘師里保）＋少女たち
16. 少女純潔 – 3:13
歌：オールキャスト

### 感謝祭盤
『演劇女子部 ミュージカル「LILIUM-リリウム 少女純潔歌劇-」感謝祭』を収録した限定盤。